# حكومة إسرائيل السابعة

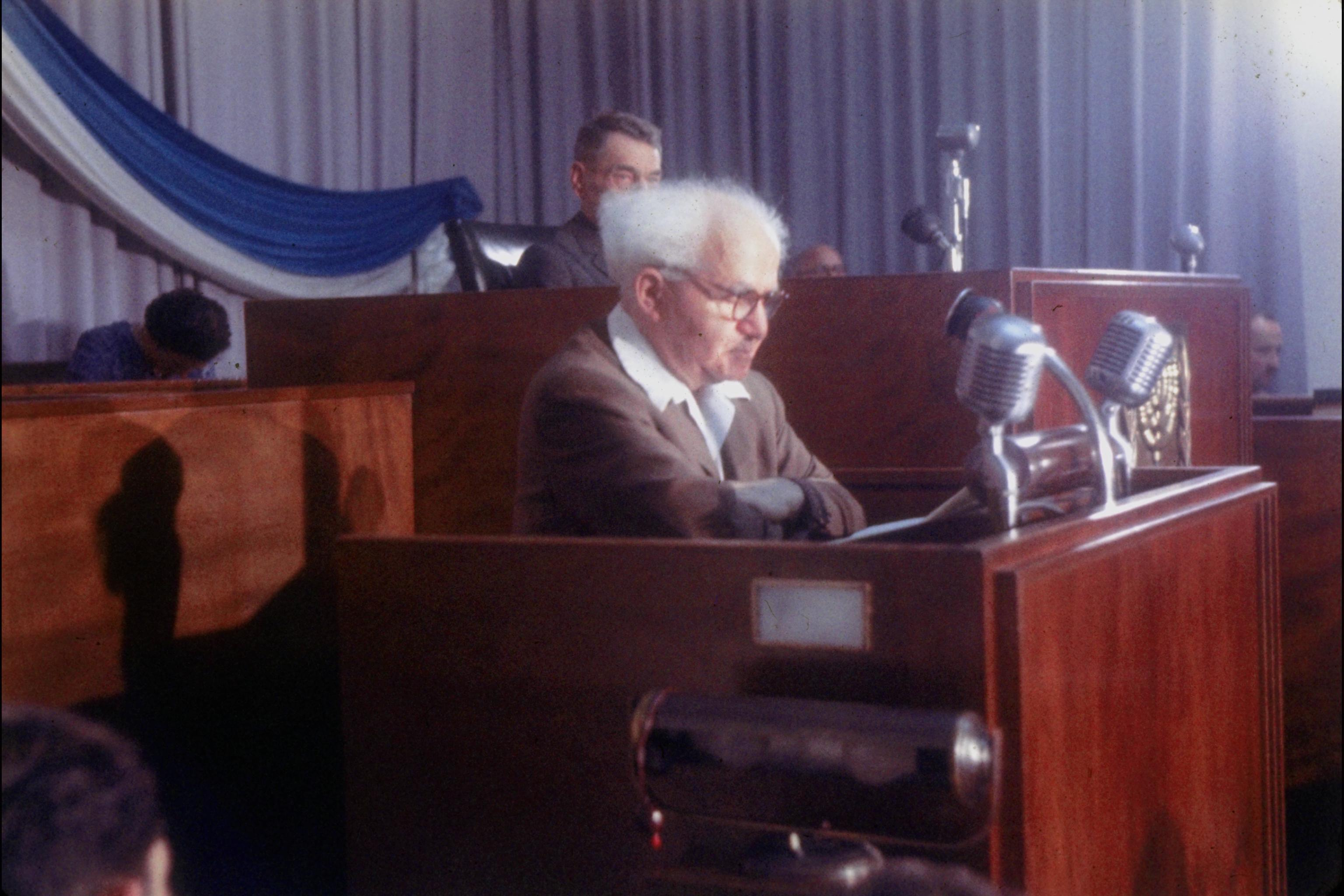
ديفيد بن غوريون يتحدث في الكنيست، 1957

تم تشكيل الحكومة السابعة لإسرائيل بواسطة دافيد بن غوريون في 3 نوفمبر 1955 بعد انتخابات يوليو 1955. تضمن ائتلافه ماباي، والجبهة الدينية الوطنية، ومبام، وأهدوت هادوفا، والأحزاب العربية الاسرائيلية، والقائمة الديمقراطية للعرب الإسرائيليين، والتقدم والعمل، والزراعة والتنمية.
في 17 ديسمبر 1957 اتهم بن غوريون وزراء «أهدوت هافودا» بتسريب معلومات عن زيارة رئيس أركان الجيش الإسرائيلي موشيه دايان إلى ألمانيا الغربية للصحافة وطالب باستقالتهم. سقطت الحكومة بعد استقالة بن غوريون في 31 ديسمبر 1957 بسبب هذه القضية، لكنها ظلت قائمة حتى شكل بن غوريون الحكومة الثامنة بعد أسبوع.
| مجلس الوزراء               | مجلس الوزراء                                                    | مجلس الوزراء           |
| المنصب                     | الاسم                                                           | الحزب                  |
| -------------------------- | --------------------------------------------------------------- | ---------------------- |
| الوزير الأول وزير الدفاع   | دافيد بن غوريون                                                 | ماباي                  |
| وزير الزراعة               | كاديش لوز                                                       | ماباي                  |
| وزير التنمية               | مردخاي بنتوف                                                    | مبام                   |
| وزير التعليم والثقافة      | زلمان عران                                                      | ماباي                  |
| وزير المالية               | ليفي أشكول                                                      | ماباي                  |
| وزارة الخارجية             | موشيه شاريت (حتى 19 يونيو 1956) غولدا مائير (بعد 3 نوفمبر 1955) | ماباي                  |
| وزير الصحة                 | إسرائيل برزيلاي                                                 | مبام                   |
| وزير الشؤون الداخلية       | إسرائيل بار يهودا                                               | عهودت هافودا           |
| وزير العدل                 | بنحاس روزين                                                     | الحزب التقدمي          |
| وزير العمل                 | جولدا مائير (حتى 19 يونيو 1956) مردخاي نمير (بعد 19 يونيو 1956) | ماباي                  |
| وزير الشرطة                | بخور شالوم شيطريت                                               | ماباي                  |
| وزير الخدمات البريدية      | يوسف بورغ                                                       | الجبهة الدينية الوطنية |
| وزير الأديان وزير الرفاه   | حاييم موشيه شابيرا                                              | الجبهة الدينية الوطنية |
| وزير التجارة والصناعة      | بنحاس سابير                                                     | ليس عضوًا بالكنيست 1    |
| وزير النقل                 | موشيه الكرمل                                                    | ليس عضو الكنيست 2      |
| وزير بدون حقيبة            | بيرتس نفتالي                                                    | ماباي                  |
| نائب وزير الزراعة          | زئيف تسور                                                       | عهودت هافودا           |
| نائب وزير التعليم والثقافة | موشيه أونا (حتى 31 ديسمبر 1957)                                 | الجبهة الدينية الوطنية |
| نائب وزير الديانات         | زيراح فرهابتيغ (حتى 28 ديسمبر 1957)                             | الجبهة الدينية الوطنية |

1 تم انتخاب سابير لمنصب الكنيست القادم كعضو في ماباي.
2 انضم الكرمل لاحقًا للكنيست الثالث باعتباره عضوًا في الكنيست لأهدوت هافودا.

## روابط خارجية
- الكنيست الثالثة: موقع الكنيست الحكومي رقم 7